# Cyrtogaster vulgaris
Cyrtogaster vulgaris är en stekelart som beskrevs av Walker 1833. Cyrtogaster vulgaris ingår i släktet Cyrtogaster och familjen puppglanssteklar. Arten är reproducerande i Sverige. Inga underarter finns listade i Catalogue of Life.